# Марон, Тереза Конкордия
Тереза Конкордия Марон, урождённая Менгс (1725, Усти-над-Лабем — 10 октября 1806, Рим) — немецкая художница. Старшая сестра Антона Рафаэля Менгса.

## Биография
Дочь придворного художника Измаила Менгса. В 16 лет переехала со своей семьёй в Рим, где в 1765 году вышла замуж за австрийского художника и ученика её брата Антона фон Марона. Тереза Конкордия Марон создала несколько эмалей, пастелей и миниатюр, включая автопортрет и портрет её младшей сестры Юлии.
Среди её учениц были Аполлония Зейдельман, Франческа Браччи, София Джордано и её племянница Анна Мария Менгс.